# Benjamin Sauzereau
 Benjamin Sauzereau (* 1984 in Le Mans) ist ein französischer, in Belgien lebender Jazzmusiker (Gitarre, Komposition).

## Leben und Wirken
Sauzereau wuchs in Le Mans auf. Er begann ein Studium der englischen Sprache, wandte sich jedoch bald dem Gitarrenspiel zu. Zwischen 2006 und 2011 studierte er Jazzgitarre  am Koninklijk Conservatorium Brussel, wo er den Bachelor- und den Masterstudiengang absolvierte.
Nach einem ersten Soloalbum im Eigenverlag (2018) legte Sauzereau 2023 mit Hendrik Vanattenhoven (Kontrabass) und Jeremie Piazza (Schlagzeug) die EP Vélo vor. Seit mehreren Jahren leitet er die Gruppen Les Chroniques de l’Inutile, Easy Pieces, Philémon, le chien qui ne voudrais pas grandir und arbeitet im Duo Sauzereau / Roosens. In seinem ungewöhnlich besetzten Trio Easy Pieces (mit dem Keyboarder Hendrik Lasure und dem Pianisten Dorian Dumont) entstanden die beiden Alben 16 (2022) und Notice (2025). „[Das Trio] verbindet Bill Evans’ Jazzpianismus, abstrakte Kammermusik, surreale Kinobilder, die an David Lynchs Filme erinnern, und clevere Popsongs,“ schrieb Eyal Hareuveni.
Als Sideman arbeitete Sauzerau mit zahlreichen Musikern zusammen, darunter dem Kollektiv Granvat, mit Eve Beuvens Heptatomic, Hendrik Lasure Tempo, Jens Boutterys Installations- und Forschungsprojekt Jens Maurits Orchestra, der karibischen Tanzgruppe Le Bal de Marie Galante und dem Sänger Karim Gharbi. Gemeinsam mit dem Schlagzeuger Jens Bouttery gründete er das von Brüssel aus operierende Label ~suite. Im Bereich des Jazz war er laut Tom Lord zwischen 2018 und 2022 nur an vier Aufnahmesessions beteiligt. Zudem ist er auf Alben von Book of Air, Fur, Le Grand Partir, Les Chroniques de l'Inutile, Limite, Llop, Mount Meru, qb, Synestet, Kris Defoort/Veronika Harcsa und dem Lara Humbert Quartet zu hören. Er hat auch Filmmusiken geschrieben und mit Tänzern gearbeitet („Nous étaient le futur“ von Meytal Blanauru).

## Diskographische Hinweise
- Philémon, le chien qui ne voudrais pas grandir (Suite, 2006, mit Nicole Miller, Mathieu Robert, Dorian Dumont, Benoit Leseure, Annemie Osborne)
- Solo (Suite, 2018)[4]
- Les Chroniques de l’Inutile: L’Occurrence (Concert Takes) (2020)
- Camille-Alban Spreng, Benjamin Sauzereau, Marco Giongrandi: Dear Uncle Lennie (Yolk, 2022)
- Un (W.E.R.F., 2024, mit Ananta Roosens, Annemie Osborne, sowie Camille-Alban Spreng, Dorian Dumont)
- Fur: Bond (BMC Records, 2024, mit Hélène Duret, Maxime Rouayroux)